# اوسینا، استان بلاگووگراد
اوسینا (به بلغاری: Osina) روستایی در بلغارستان است که در شهرستان ساتووچا واقع شده‌است. اوسینا ۲۵٫۵۴۳ کیلومتر مربع مساحت و ۵۹۹ نفر جمعیت دارد و ۱٬۱۹۹ متر بالاتر از سطح دریا واقع شده‌است.